# أديلا زاموديو
باز خوانا بلاسيدا أديلا رافائيل زاموديو ريفيرو (بالإسبانية: Adela Zamudio)‏، أو معروفة أكثر باسم أديلا زاموديو (1854-1928) شاعرة، نسوية، ومُدرسة بوليفية.
وتعتبر الشاعرة البوليفية الأكثر شهرة، ويعود لها الفضل في تأسيس الحركة النسوية في البلاد. في كتاباتها، تستخدم أيضا اسم سوليداد.

## الحياة الشخصية
ولدت أديلا زاموديو في كوتشابامبا، بوليفيا، في عام 1854، لأسرة من الطبقة العليا.
وحضرت مدرسة ابتدائية عامة ودرست أيضا على يد والدها، الدون أدولفو زاموديو ووالدتها، دونا موديستا ريبيرو دا زاموديو.

## المشوار المهني
كمُدرسة، أديلا زاموديو دَرُّست في ايسكويلا سان البرتو، وأصبحت لاحقاً مديرة مدرسة ثانوية للبنات، والتي في وقت لاحق أصبحت تعرف باسم ليثيو أديلا زاموديو.
شعرها وخيالها يتعامل في المقام الأول مع النضالات الاجتماعية في بوليفيا، وفي كثير من الأحيان مع الشعور الرومانسي تجاه الثورة.
أديلا غير دينية، وكانت كتاباتها فكرية للغاية. ونشرت قصيدتها الأولى، وردتان، عندما كانت في الخامسة عشر من عمرها، ولكن لم تنشر كتابها الأول حتى بعد 20 عاما.
وفي عام 1926 منحت جائزة ولي العهد للتميز. لها اسم مستعار، سوليداد. (بالعربية: العزلة)، كانت تستخدمه من قبل لتعكس نفسها في كثير من الأحيان وحيدة ويساء فهمها الذاتي، الذي يسعى إلى الهروب من المجتمع البوليفي المحافظ.
عملها، في الأمر الواقع، تسبب في ضجة بين نساء الطبقة العليا ورجال الدين، وزيادة العداء تجاه عملها. وكفاحها مع الدين تسبب بها أن تختار عدم تعليم الدين في المدارس وأدانتها الجامعة الكاثوليكية النسائية علنا.
كما كتبت أديلا زاموديو مقالات مطبوعة وصحفية لتعزيز الإصلاحات الديمقراطية وحقوق المرأة، بما في ذلك إباحة الطلاق.

## الأرث
عيد ميلادها، 11 أكتوبر، الذي يحتفل به في بوليفيا باسم «يوم المرأة البوليفية».
أديلا زاموديو هي شخصية ظهرت على جودي شيكاغو في قطعة حفل العشاء، التي تمثلها باعتبارها واحدة من 999 اسم في طابق التراث.

## الأعمال
- Ensayos poéticos (نصوص شعرية) (1887)
- Violeta o la princesa azul (فيوليت أو الأميرة الزرقاء) (1890)
- El castillo negro (القلعة السوداء) (1906)
- Intimas (الأصدقاء المقربون) (1913)
- Ráfagas (عواصف مفاجئة) (1914)
- Peregrinando (السفر) (1943)
- BREVES Cuentos (روايات قصيرة) (1943)